# Weetslade
Weetslade var en civil parish från 1894 till 1935 då den blev en del av Longbenton, i grevskapet Northumberland (nu Tyne and Wear), i England. Denna civil parish var belägen 9 km från Newcastle upon Tyne och hade 7 734 invånare år 1931. Weetslade var ett distrikt från 1894 till 1935 då den blev en del av Longbenton. Denna ward hade 9 970 invånare år 2021.